# Battaglia di Filottrano
La battaglia di Filottrano fu l'ultimo episodio che vide in combattimento il Corpo Italiano di Liberazione, comandato dal generale Umberto Utili. Nell'episodio reparti italiani appoggiati da unità polacche riuscirono a sloggiare i tedeschi dai centri di Filottrano, Castelfidardo e Osimo, aprendosi la strada per Ancona, obiettivo strategico per il suo porto che consentiva un accorciamento delle linee di rifornimento per le unità alleate dal lato adriatico della penisola italiana.

## Fatti che precedono la battaglia

### 16-17 aprile
Il pomeriggio del 16 aprile 1944, prima domenica dopo Pasqua, un furgone tedesco venne assaltato da un gruppo di partigiani in Via Cesare Battisti a Filottrano. Il primo ad accorgersi del fatto fu Don Costantino, il priore della Chiesa di San Cristoforo ed è grazie a lui che conosciamo quest'episodio. Due dei quattro soldati morirono, mentre due rimasero feriti. Tutti e quattro avevano la pistola tra le mani, molto probabilmente l'avevano estratta perché era stato un istinto naturale. I soldati feriti vennero subito soccorsi dagli abitanti che li portarono all'ospedale. Per vendicare l'attentato i tedeschi intervennero alle 21:00 circondando Filottrano e prelevando 16 uomini che condussero nella caserma dei carabinieri. I sedici uomini vennero rilasciati a mezzanotte. Intanto nella stessa via dove era avvenuto l'attentato vennero bruciate alcune case.
I tedeschi rimasero a Filottrano e, alle 7:00 del mattino seguente, vennero catturati altri civili che vennero fatti mettere con la faccia contro il muro lungo Corso Vittorio Emanuele II proprio sotto la casa di Luigi Olivi, caduto nella Grande Guerra. Nel frattempo si incontrarono in un ufficio comunale vari ufficiali tedeschi con le autorità filottranesi. I tedeschi intimarono di scrivere i nomi di tutti i ribelli, gli antinazisti, gli anglofili, e gli antifascisti. Il podestà Aurelio Buschi e il segretario del partito fascista Igino Lardinelli si rifiutarono sostenendo che la popolazione di Filottrano non c'entrava niente con i partigiani e che quelli che avevano provocato l'attentato venivano dalle montagne. All'inizio il generale tedesco non accolse questa tesi ma poi Igino Lardinelli riuscì a convincere il generale che a non uccidere gli ostaggi perché la popolazione era innocente, infatti aveva soccorso i militari feriti portandoli all'ospedale. Inoltre si rese garante per i filottranesi sostenendo che non avrebbero compiuto attentati contro i tedeschi. Il generale tedesco disse però che un filottranese aveva già partecipato ad un attentato, ma a questo punto Lardinelli disse che l'uomo che aveva compiuto l'attentato era di Montoro e non si poteva controllare, infatti la frazione era a 6 km distante da Filottrano; inoltre disse che lui si rendeva garante solo del centro abitato. Inoltre Marconi, che era un professore filottranese che insegnava tedesco e faceva da intermediario, elogiò la Germania dicendo che doveva tanto ai tedeschi dato che era stato molto in Germania e questo gli aveva permesso di imparare molte cose. Il generale tedesco decise di desistere dal suo terribile intento e insieme ai suoi soldati lasciò Filottrano ma fece mettere il seguente manifesto:
IL COMANDO SUPERIORE DELLE FORZE GERMANICHE COMUNICA:
1) Chi si trova in possesso di armi e di esplosivi e non li denunzia al comando tedesco più vicino, SARA' FUCILATO!
2) Chi ospita banditi oppure li protegge e fornisce loro alimenti o armi SARA' FUCILATO!
3) Chi dà informazioni al nemico oppure ai banditi, dove si trovano i comandi tedeschi o depositi militari SARA' FUCILATO!
4) Ogni paese dove si possa provare che vi siano banditi, o dove sono stati commessi attentati contro soldati tedeschi o italiani, oppure atti di sabotaggio diretti a danneggiare o distruggere materiale bellico SARA' FUCILATO! Inoltre gli abitanti maschi avente un minimo di diciotto anni SARANNO TUTTI FUCILATI!
ITALIANI! Il benessere della vostra patria e la fortuna delle vostre famiglie sono ora nelle vostre mani. Le forze armate germaniche agiranno con giustizia ma senza pietà e con tutto il rigore e le conseguenze del caso.
IL COMANDANTE SUPERIORE DELLE FORZE GERMANICHE
Da quel momento la Feldgendarmerie segnalò Filottrano come paese ribelle e non ci fu più un'alleanza tedeschi italiani nemmeno tramite la Repubblica di Salò. Quella di filottrano sarà solamente un'occupazione militare.

### 30 giugno
Un altro episodio che precede la battaglia di un giorno è la rappresaglia del 30 giugno. In quella mattina infatti vennero catturati qualche decina di civili. Vennero esclusi le donne, i bambini, i ragazzi e gli anziani. Alcuni civili vennero rilasciati perché erano troppi, così ne rimasero solamente dieci. Questi dieci vennero caricati sopra un autocarro tedesco e vennero condotti nell'attuale via 30 giugno dove vennero fucilati. Prima della fucilazione vennero chiamati il parroco e il podestà di Filottrano. Entrambe le autorità si opposero offrendo la loro vita in cambio di quella dei cittadini ma le loro proposte non furono accettate e i cittadini vennero fucilati. In quello stesso punto oggi sorge un monumento. I motivi di questa rappresaglia non sono chiari. Subito dopo la fucilazione venne appeso un cartello dove era scritto che un autocarro tedesco era stato centrato da dei colpi di arma da fuoco. Ma lo stesso cartello è apparso in molte altre città stampato allo stesso modo ed era utilizzato per motivare una rappresaglia che in realtà serviva per incutere terrore alla popolazione prima della battaglia in modo da non essere disturbati. Ma nella relazione della V Brigata Garibaldi dei partigiani si legge che un attentato sarebbe avvenuto nella zona tra Filottrano e Macerata la notte del 27 giugno dove tre autocolonne tedesche sarebbero state danneggiate.

## La battaglia

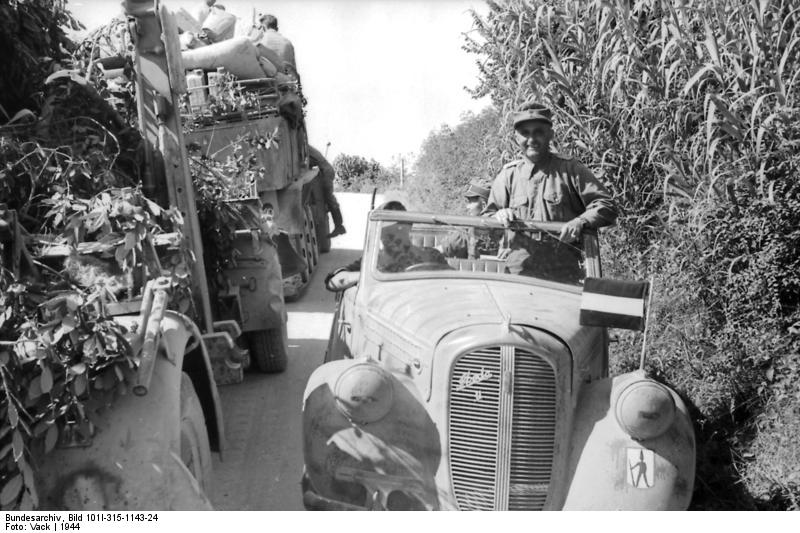
Un ufficiale della 278. Infanterie- Division passa vicino ad una colonna di cannoni Flak da 88mm

La battaglia fu un'altra tappa importante della guerra di liberazione italiana, che vide unità del II Corpo Polacco e il 183º Reggimento paracadutisti "Nembo" della Divisione "Nembo", contrapposti alla 71. e 278. Infanterie-Division tedesche facenti parte della 10. Armee, con il paese di Filottrano punto di cerniera tra le due divisioni tedesche. Queste ultime avevano ricevuto l'ordine di "tenere Ancona quanto più a lungo possibile, senza farsi colpire in forma distruttiva...". Prologo alla battaglia fu la fucilazione da parte tedesca di dieci cittadini di Filottrano, in rappresaglia per un non meglio precisato attacco a colpi d'arma da fuoco, contro un autocarro tedesco il 30 giugno. Il giorno dopo il 15º reggimento Ulani di Poznan, avanguardia della 5ª divisione polacca Kresowa, attaccò l'abitato di S. Biagio costringendo alla reazione i tedeschi, il cui contrattacco del 2 luglio si arenò di fronte alle truppe alleate. Di conseguenza, carristi polacchi e paracadutisti italiani della Nembo, appoggiati da guastatori, proseguirono il tentativo di sfondamento in direzione di Ancona. Nei giorni successivi e fino al 7 luglio, il paese e le zone circostanti vennero aspramente contese dalle due parti con accaniti contrattacchi di fanteria e forze corazzate; però, persi Castelfidardo e Osimo i tedeschi dovettero ritirarsi dalla zona lasciando Filottrano in mano agli italiani, che entrarono la città col XIV battaglione paracadutisti. Perdite italiane furono di 135 morti e 231 feriti, con 59 dispersi.
Qui di seguito la cronaca della battaglia nei particolari giorno per giorno:

### 1º luglio
Nei giorni che vanno dal 21 al 30 giugno gli alleati avevano combattuto lungo il fiume Chienti, dopo una resistenza durata ben 9 giorni, avevano occupato nuove posizioni costituendo la linea Albert. La linea seguiva il corso del Fiumicello fino a giungere al Musone e poi al mare i cui importanti capisaldi erano: Cingoli, Filottrano, Osimo, Castelfidardo. A difendere questa linea si schieravano due divisioni di granatieri: la 278ª divisione la 71ª divisione. La 71ª divisione aveva il compito di difendere le montagne e dunque difendeva il territorio che va da Cingoli fino a Filottrano. A Filottrano invece si schierava la 278ª divisione che aveva il compito il territorio comunale fino al mare. Questa divisione era divisa in tre reggimenti: il 994^ difendeva il territorio di Filottrano mentre il 992^ il territorio che va dalla frazione di Montoro fino ad Osimo e il 993^ il territorio da Castelfidardo fino al mare. Questi tre reggimenti erano validamente sostenuti dal 278º reggimento di artiglieria. Su questo fronte operavano anche due reparti misti del gruppo divisionale controcarro Panzerjaeger-Abteilung 278. Il 994º reggimento che difendeva Filottrano era composto a sua volta da due battaglioni il I e il II battaglione granatieri.
Le truppe alleate erano costituite dal Corpo Italiano di Liberazione comandato dal generale Umberto Utili, composto di due divisioni incomplete di fanteria, due reggimenti di artiglieria, inoltre aveva reparti minori di servizi e collegamenti; in tutto il C.I.L. era costituito da mille ufficiali e sedicimila settecento soldati. Il Corpo Italiano di Liberazione era scarsamente equipaggiato, soffriva di una mancanza di mezzi corazzati e autocarri. A fianco del C.I.L. combatteva il secondo corpo polacco, che era composto da due divisioni di fanteria, una brigata corazzata, forte di almeno duecento carri armati due reggimenti di ulani corazzati e motorizzati, cinque reggimenti di artiglieria di ogni calibro, inoltre era composta da unità minori di genieri, di collegamenti e servizi di contraerea. Il corpo era composto da quattromila ufficiali e cinquantamila soldati.
È chiaro che Filottrano rappresentava un punto strategico in questa linea. Infatti per gli alleati c'erano due possibilità: o avrebbero conquistato Osimo e quindi avrebbero costretto i tedeschi a ritirarsi liberando il porto di Ancona importantissimo per i rifornimenti, oppure avrebbero potuto accerchiare i tedeschi che si trovavano ad Ancona, passando per Filottrano, costringendoli alla resa. Solo il corso della battaglia avrebbe determinato la soluzione.
Sul fronte di Filottrano la mattina del 1º luglio i tedeschi occuparono le posizioni che erano ritenute indispensabili per mantenere il caposaldo: Villa Centofinestre, le frazioni di Montoro, San Biagio ad est ed Imbrecciata a sud.
Nel pomeriggio i polacchi con il 15º reggimento Ulani di Poznan avanguardia della 5ª divisione Kresowa oltrepassarono il Fiumicello, anche se dovettero sopportare pesanti perdite dato che i tedeschi con la loro artiglieria si difendevano molto bene da San Biagio e Centofinestre. Una volta oltrepassato il Fiumicello, i polacchi si diressero verso San Biagio e lo conquistarono. Il combattimento durò tre ore dalle 17:00 alle 20:00. Intanto più ad ovest il Gruppo tattico Nembo e il Corpo Italiano di Liberazione avanzavano anch'essi a cavallo della rotabile Macerata-Jesi in direzione di Filottrano.

### 2 luglio
Nella notte tra il 1° e il 2 luglio, il generale tedesco Hoppe che guidava la 278ª divisione si trasferì a Filottrano per organizzare un contrattacco nella zona di San Biagio. All'azione presero parte il II battaglione granatieri con le locali riserve e una compagnia di cannoni d'assalto. Ma i polacchi risposero con i loro carri armati e il contrattacco tedesco fallì. Allora venne mobilitata la riserva divisionale composta da un battaglione di fucilieri, che si diresse verso quel punto di fronte in modo tale da stabilizzare la situazione. Intanto i polacchi, con i loro carri armati Sherman, attaccarono il caposaldo di Centofinestre. I tedeschi avevano organizzato la difesa di questo luogo strategico su tutte le case che gli stavano attorno. I polacchi, durante il corso della giornata, conquistarono pian piano tutti questi luoghi, ma dovettero fare i conti con un'accanita resistenza tedesca. Sull'altro tratto del fronte di Filottrano, nel settore del C.I.L., continuò la sua avanzata anche il Gruppo Tattico Nembo, il quale arrivò sul Fiumicello con il XV battaglione e il battaglione guastatori.
Alla fine della giornata le truppe italiane erano giunte ad un passo da Imbrecciata e Santa Maria.

### 3 luglio
Nella notte fra il 2 e il 3 luglio i tedeschi lasciarono la villa di Centofinestre, in questo modo nasceva una nuova linea difensiva che si estendeva lungo la carrozzabile Filottrano-Osimo attraverso le frazioni di Tornazzano, Villanova, Bartoluccio, Curanova, Santa Margherita e Montoro. I polacchi da Centofinestre attaccarono proprio le posizioni tedesche di Santa Margherita e Montoro ma per tutto il 3 luglio vennero respinti. La mattina del 3 luglio ripresero anche i combattimenti nella zona del Fiumicello. Il XVI battaglione che aveva sostituito il XV, puntò su Imbrecciata con due compagnie, ma prima di attaccare inviò un plotone esploratori che però venne sorpreso dai tedeschi; riuscì a rifugiarsi in una casa colonica dove venne circondato e lì restò fino al giorno successivo. Dato che non si avevano più notizie di questo plotone venne inviata una nuova pattuglia con il compito di raccogliere informazioni. Si venne a sapere che nei dintorni c'era una postazione tedesca. Uno dei soldati di questa seconda pattuglia si propose di eliminarla e così partì non ascoltando le raccomandazioni degli altri che sconsigliavano quell'azione. Verso la sera si venne a sapere che la pattuglia era stata annientata, a dirlo era stato un unico superstite gravemente ferito. Egli raccontò che la pattuglia si era avvicinata talmente tanto ai tedeschi, da sentire le loro voci, a questo punto il sergente maggiore Andrea Cordedda, comandante della pattuglia, aveva deciso di non colpire i nemici a sangue freddo, ma di catturarli, quindi saltò fuori puntando loro il mitra addosso ed intimando la resa. I tedeschi sembrarono accettare la resa ma poco dopo la pattuglia di italiani venne colpita alle spalle da altri tedeschi. Al sergente maggiore Cordedda, per quest'azione, venne conferita la medaglia d'argento al valore militare alla memoria.

### 4 luglio
Nella notte fra il 3 e il 4 luglio, più precisamente a mezzanotte, riuscì a scappare dai tedeschi il plotone esploratori che era stato circondato in una casa colonica, ma finì fuori settore in zona polacca. Intanto però la situazione su questo fronte si faceva sempre più precaria, i tedeschi infatti stavano organizzando un contrattacco che avrebbe avuto luogo verso le 3 di quella notte. Il nemico era molto superiore rispetto alle due compagnie per cui una di queste fu costretta a ripiegare oltre il Fiumicello, l'altra invece riuscì a resistere tenacemente per tutta la notte, poi per evitare l'accerchiamento nelle prime ore della mattina anch'essa si ritirò oltre il Fiumicello. La stessa notte i polacchi continuavano ad attaccare nell'altro fronte per liberare Montoro. Quella notte essi organizzarono un'azione che prevedeva di concentrare il massimo sforzo nella zona sud della frazione, poi avrebbero attaccato anche ad est in modo da circondare i tedeschi. L'azione di attacco da sud non era appoggiata da nessun mezzo corazzato né artiglieria perché doveva avvenire di sorpresa. A guidare i soldati c'era un patriota di Passatempo, Stefani che condusse i polacchi in sentieri nascosti. Grazie all'oscurità, i tedeschi vennero colti di sorpresa, vennero fatti molti prigionieri e i rimanenti furono costretti a ritirarsi oltre la chiesa. Montoro fu conquistata infine nel primo pomeriggio e venne nominato un sindaco.

### 5 luglio
Il 5 luglio subentrò un po' di calma sul fronte di Filottrano, dato che i polacchi erano impegnati nei duri combattimenti a Osimo. Dunque sul fronte di Filottrano i polacchi si limitarono a consolidare le loro posizioni lungo l'asse Centofinestre-Montoro. Il Corpo Italiano di Liberazione invece cercò di concentrare il massimo delle forze sul Fiumicello sulla sinistra fu inserito il 12º reggimento Ulani di Podolia, motorizzato e corazzato. Anche sul fronte tedesco ci furono dei grossi cambiamenti. Infatti con la caduta di Osimo la 278ª divisione non poteva più tenere Filottrano e quindi cedette la città, quasi per intero, alla 71ª divisione granatieri, che vi dispose a difesa il 1º battaglione del 211º reggimento, il quale avrebbe operato nel centro storico, mentre la periferia orientale rimaneva alla 278ª divisione.

### 6 luglio
Il 6 luglio si riaccese la battaglia sul fronte di Filottrano. I tedeschi occuparono il monastero delle Clarisse, che rappresentava un importante caposaldo nel centro storico. Riprese l'avanzata il C.I.L. che schierò due colonne; quella di destra, il 183º reggimento paracadutisti sarebbe avanzata lungo la direttrice Fiumicello-Imbrecciata-Filottrano est. La colonna di sinistra composta dal 184º reggimento guastatori sarebbe avanzata lungo l'asse Osteria Nuova-Filottrano in modo tale da proteggere il fianco sinistro del Gruppo Tattico Nembo. Intanto il 12 reggimento Ulani di Podolia avanzava lungo l'asse Campo di Bove - Sant'Ignazio. I reparti italiani riuscirono dopo duri combattimenti a conquistare Imbrecciata e tentarono di continuare l'avanzata che fu fermata da un'accanita resistenza tedesca. I polacchi a est tentarono di accerchiare Filottrano da Villa Centofinestre ma non si spinsero oltre Villanova. Quella notte Filottrano venne bombardata da alcuni aerei tedeschi che però avrebbero causato soltanto morti tra i tedeschi stessi. Infatti secondo varie testimonianze gli aerei tedeschi avrebbero colpito quattro soldati tedeschi dentro una buca che poi furono seppelliti nei pressi di Palazzo Accorretti.

### 7 luglio
Nella notte del 7 luglio i tedeschi cominciarono a riorganizzare le loro forze. Infatti nei giorni precedenti avevano subito molte perdite e avevano dovuto abbandonare diverse posizioni; basta pensare che le compagnie contavano quasi sempre la metà dei membri effettivi. La riorganizzazione prevedeva che la 71ª divisione avrebbe tenuto il settore da Sant'Ignazio al centro storico del Comune di Filottrano. La 278ª divisione invece avrebbe dovuto presidiare la zona orientale di Filottrano senza il centro abitato: Tornazzano-Piana Troscione-Serra di San Pietro-Montepolesco-Fiume Musone. Quel giorno al comando tedesco giunse una notizia, confidenziale:avrebbero dovuto tenere Filottrano fino alla sera dell'8 luglio, quando si sarebbero potuti ritirare. Il giorno 7 però non avvennero a livello militare combattimenti chiave; le truppe alleate si limitarono ad inviare alcuni plotoni per fare delle ricognizioni in modo da prepararsi alla battaglia decisiva che sarebbe avvenuta il giorno dopo. Verso le ore 8:00 una colonna di ricognizione si diresse verso Sant'Ignazio e non incontrando alcuna resistenza da parte delle truppe tedesche, proseguì fino a quando incontrarono alcuni contadini abitanti in quelle zone. Vedendo che erano soldati polacchi i contadini offrirono loro da mangiare; gli ufficiali polacchi chiesero se in zona ci fossero i tedeschi, i contadini filottranesi risposero di no. Quindi i soldati polacchi proseguirono con due autoblindo, fino a quando trovarono la strada bloccata da un tronco. Passarono pochi istanti, quando, i soldati tedeschi uscirono fuori colpendo la prima autoblindo che si incendiò, riuscirono a mettersi in salvo solo due soldati. La seconda riuscì a salvarsi con uno spericolato dietro front. Successivamente i polacchi riversarono la colpa sulla popolazione civile che li aveva rassicurati sul fatto che i tedeschi non c'erano. In realtà i civili non sapevano che i tedeschi si erano nascosti e anzi pensavano di aver dato ai polacchi informazioni utili.
Quei civili vennero salvati dal fatto che dei contadini della zona aveva soccorso un ufficiale polacco dunque i polacchi capirono che i civili non c'entravano nulla. Intanto gli ufficiali alleati stabilirono che l'attacco sarebbe stato sferrato quasi esclusivamente dalla Divisione "Nembo" distribuita su due colonne. Lo sforzo maggiore sarebbe stato esercitato a est da Villanova fino a Filottrano; gli altri reparti invece avrebbero attaccato a sud. Si stabilì che l'attacco sarebbe cominciato alle 7:00 dell'8 luglio dopo un'ora di bombardamenti tramite l'artiglieria. I tedeschi si sarebbero difesi con due battaglioni e potevano contare sull'appoggio di vari pezzi controcarro: 4-5 autoblindo e 3 carri armati.

### 8 luglio
L'8 luglio fu una giornata di sole a Filottrano. Ma quel giorno nel pieno dell'estate sarebbe avvenuto l'ultimo grande scontro che avrebbe portato il giorno dopo alla liberazione della città. Come previsto, alle 6:00 cominciò il bombardamento con l'artiglieria, che consisteva nel prendere a cannonate gli obbiettivi ritenuti strategici. Alle 7:10, dopo 70 minuti in cui l'artiglieria riversò 4 500 granate di medio calibro su Filottrano, si mosse la fanteria. 3 compagnie, la 44^, 45^ e 46^, attaccarono Tornazzano, cogliendo di sorpresa i tedeschi, che ancora erano nelle buche per difendersi dal fuoco dell'artiglieria; molti vennero fatti prigionieri e altri riuscirono a fuggire. Ma già alle 7:30 i tedeschi aumentarono il tiro delle loro artiglierie, colpendo duramente Tornazzano e la rotabile Centofinestre-Filottrano, bloccando così l'avanzata in questa linea. Dall'altra parte del fronte invece i reparti italiani si spinsero fino a San Giobbe dove però furono bloccati da un'accanita resistenza tedesca.
Intanto sull'altra parte del fronte i reparti della "Nembo" avevano conquistato il convento dei Cappuccini, che era sottoposto ai tiri dell'artiglieria tedesca. Nel frattempo si verificarono numerosi tentativi italiani di sminare il "bivio della morte" (l'attuale rotatoria), totalmente ricoperto di mine anticarro, ma l'intenso fuoco tedesco impediva di toglierle, quindi soltanto la fanteria italiana attaccò l'ospedale. Prima i soldati si rifugiarono sotto il muro di cinta, poi, una volta individuati i punti deboli poco sorvegliati dai tedeschi, andarono all'attacco e riuscirono ad attraversare il parco. Entrarono in un portone che dava nel seminterrato, dove si erano nascoste le suore con i malati. Successivamente riuscirono a cacciare i tedeschi, che si ritirarono negli edifici vicini. Nel frattempo i paracadutisti dal Monastero dei Cappuccini avevano conquistato il Mulino.
Sull'altra parte del fronte lungo la rotabile Imbrecciata-Filottrano la Nembo attaccò San Giobbe e riuscì a toglierlo ai tedeschi, si spinsero fino a Villa Corallini, ma furono costretti a ripiegare a causa dell'accanita resistenza nemica. Dopo le 13:00 i tedeschi organizzarono un contrattacco, riuscirono a togliere al nemico quasi tutti gli obiettivi conquistati; l'unico che i paracadutisti riuscirono a difendere fu l'ospedale, anche se l'artiglieria tedesca non faceva che colpirlo ed ora presentava squarci e buchi da tutte le parti. I tedeschi infatti avevano utilizzato dei cannoni semoventi e data l'impossibilità dei carri armati alleati di intervenire (i carri armati avevano provato ad andare verso Filottrano ma erano stati distrutti nel "bivio della morte") gli italiani erano stati costretti a ritirarsi.
Proprio in quel drammatico momento nel pomeriggio dell'8 luglio gli alleati proposero alle truppe italiane di bombardare la città. Ma il generale della Nembo, Morigi si oppose perché sapeva che il bombardamento avrebbe inevitabilmente causato la morte di moltissimi civili. Fu così che una volta chiarita la situazione venne organizzato un contrattacco, ma anche questo non andò a buon fine. Intanto era giunto ai tedeschi l'ordine che avrebbero dovuto abbandonare quel tratto del fronte a partire dalle 22:30. Fu così che durante la notte i tedeschi coperti da piccole unità di retroguardia lasciarono Filottrano.

### 9 luglio
Il mattino del 9 luglio i tedeschi avevano lasciato Filottrano. I primi ad entrare erano stati gli uomini dei plotoni esploratori della Nembo, che avevano trovato davanti a loro una Filottrano distrutta che sembrava abbandonata, infatti per le strade non c'era nessuno. Ogni tanto si sentivano i colpi dell'artiglieria tedesca che continuava a tenere sotto tiro Filottrano. Quando i soldati esploratori bussarono nei rifugi sotterranei, trovarono al loro interno dei civili che si nascondevano lì da ormai otto lunghi giorni, per sfuggire alla battaglia. Il segnale che la battaglia era finita e che Filottrano era stata liberata arrivò quando alcuni cittadini issarono in cima alla Torre dell'Acquedotto una bandiera italiana, poi conservata come cimelio nella sala consiliare del palazzo comunale.

## Le conseguenze
I tedeschi dovettero ripiegare, ritardando di pochi giorni l'avanzata alleata verso Ancona, ma con gravi perdite; 90 furono i morti accertati, ma da dichiarazioni dei civili del posto due autocarri carichi di cadaveri vennero sgombrati nella notte dall'8 al 9 luglio.